# El Taller Ilustrado
El Taller Ilustrado es un semanario de artes fundado en 1885 por el escultor de arte José Miguel Blanco. Su primer número apareció el 6 de julio de 1885 y su último fue el 15 de julio de 1889.

## Historia

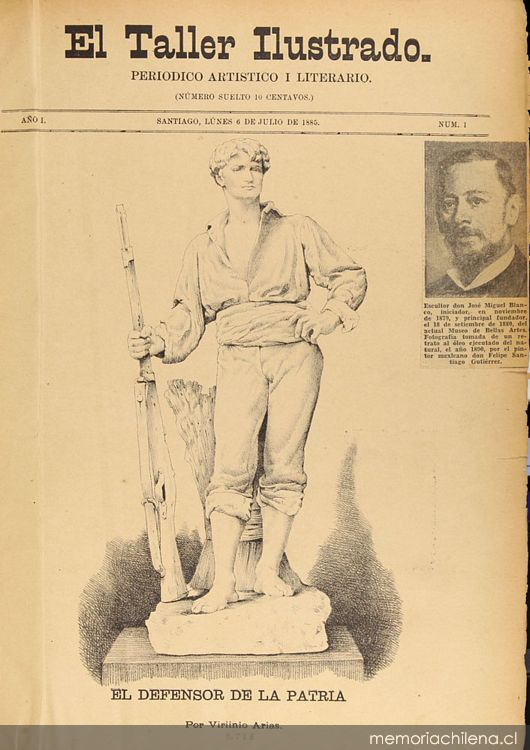
El Taller Ilustrado N°1

Se considera como una valiosa fuente para el estudio de la historia del arte nacional chileno del período 1885-1889, debido a que da debida cuenta de los personajes y de las ideas que dieron forma a la escena artística y cultural. Cada número constaba de tres páginas de contenido, introducidas por una portada ilustrada con reproducciones litográficas de obras célebres, proyectos artísticos o, bien, retratos de artistas y personalidades de la época.

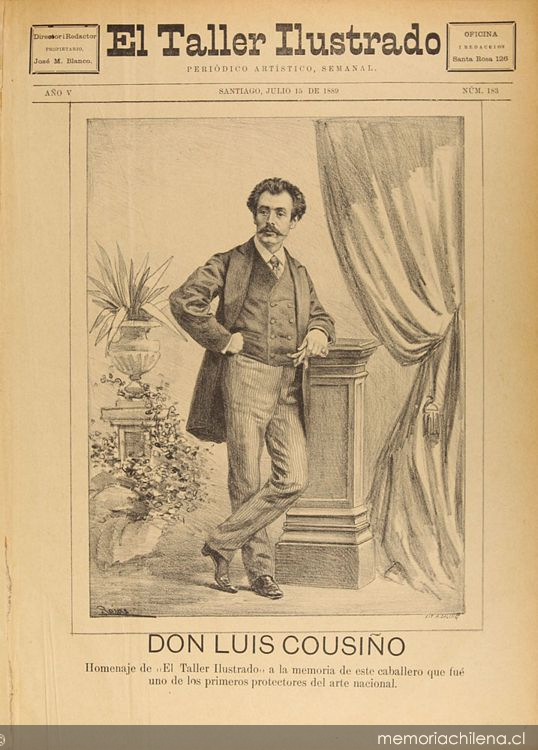
El Taller Ilustrado N°183

Fue una de las publicaciones pioneras en la difusión y crítica de las artes en Chile. En la segundad mitad del siglo XIX, la sistematización de la enseñanza de las artes;  que tuvo como hito fundamental la fundación de la Academia de Pintura en 1849, dio un impulso decisivo a la producción de obras en el medio nacional. Ello trajo consigo la realización de las primeras exposiciones de arte en nuestro país, en torno a las cuales se fue articulando un incipiente circuito artístico que impulsó la profesionalización de la actividad artística multidisciplinaria. Dentro de este proceso resultó fundamental también el surgimiento de la crítica de arte, práctica que en sus inicios se desarrolló como crónicas y notas de prensa en las que los autores, intelectuales, artistas y comentaristas redactaban su visión personal de las obras, aún desprovista del marco teórico y conceptual.
Según las declaraciones de Blanco en el editorial del primer número:

la revista fue concebida con el propósito de ofrecer un espacio de contemplación y discusión sobre arte, concebido por y para artistas.

En los cuatro años de circulación, incluyeron textos narrativos, poemas y artículos de opinión relativos a la enseñanza, la institucionalidad y los exponentes del arte en Chile.
La mayor parte de los artículos son obra de su fundador, quien ejerció como editor y redactor e ilustrador del semanario. Su principal colaborador fue Francisco David Silva. También fueron numerosos los artistas que contribuyeron con escritos, pero colocando seudónimos. El semanario recibía también colaboraciones de autores extranjeros como Emilio Castelar, Paul Baudry y Arsenio Houssaye. Reeditar textos antiguos de escritores ya fallecidos que eran traducidos al español.
A cargo de las ilustraciones estuvieron el francés Luis Eugenio Lemoine, José Miguel Blanco y Francisco David Silva y Luis Fernando Rojas Chaparro, que su extensa obra como ilustrador, litógrafo y caricaturista, marcó una etapa de esplendor de las artes gráficas en Chile. Sus ilustraciones fueron capaces de combinar las virtudes del dibujo, la descripción anecdótica y el trasfondo histórico del momento.